# Frente Democrática Revolucionária para a Libertação do Arabistão
A Frente Democrática Revolucionária para a Libertação do Arabistão (em inglês:  Democratic Revolutionary Front for the Liberation of Arabistan, DRFLA; em árabe: الجبهة الديمقراطية الثورية لتحرير عربستان, al-Jabha al-dīmuqrāṭiyya al-thawriyya li-taḥrīr ‘Arabistān) foi um grupo militante árabe iraniano fundado em 1979, mais famoso pelo cerco à embaixada iraniana em 1980 em Londres, Inglaterra. Foi liderado pelo nacionalista árabe Oan Ali Mohammed, que foi morto durante o cerco por membros do Serviço Aéreo Especial britânico.